# Paul Kretschmer (Linguist)

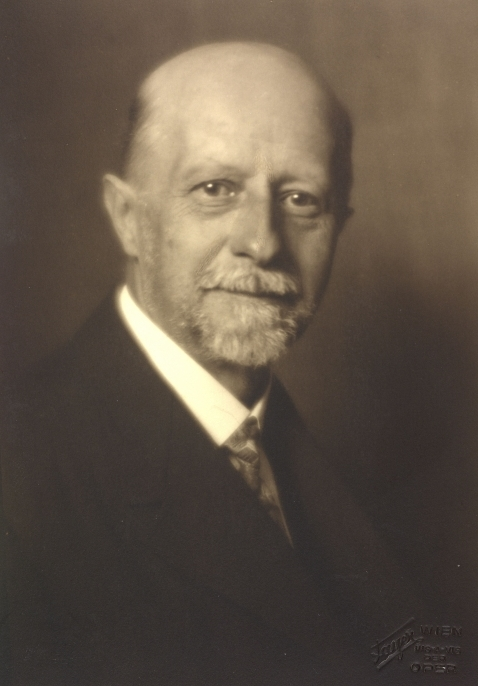
Paul Kretschmer, 1927

Paul Kretschmer (* 2. Mai 1866 in Berlin; † 9. März 1956 in Wien) war ein deutscher Linguist, der die Frühgeschichte und die Wechselbeziehungen der indoeuropäischen Sprachen studierte und zeigte, wie diese durch nicht-indoeuropäische Sprachen beeinflusst wurden, wie zum Beispiel Etruskisch.

## Leben
Paul Kretschmer war Sohn des Genremalers und Kostümkundlers Albert Kretschmer (1825 bis 1891) und Bruder des historischen Geografen Konrad Kretschmer (1864 bis 1945).
Kretschmer studierte seit 1884 in Berlin Indogermanistik bei Johannes Schmidt, Archäologie bei Carl Robert und Klassische Philologie bei Hermann Diels. 1889 wird er mit einer Arbeit zur griechischen Grammatik zum Dr. phil. promoviert und 1891 habilitiert er sich für indogermanische Sprachwissenschaften. 1897 wird er außerordentlicher Professor für vergleichende indogermanische Sprachwissenschaft an der Philipps-Universität Marburg. 1899 wird er ordentlicher Professor der allgemeinen vergleichenden Sprachwissenschaft an dem vom Orientalischen Institut getrennten Indogermanischen Institut der Universität Wien, wo er bis zu seiner Emeritierung 1937 vor allem zur Griechischen Sprache und ihrer Geschichte lehrt und forscht.
Gemeinsam mit Franz Skutsch begründete er 1908 die Zeitschrift Glotta.
Zu seinen Schülern zählten der griechische Sprachwissenschaftler und Neogräzist Nikolaos P. Andriotis sowie der klassische Philologe und Pädagoge Richard Meister.
In der von Friedrich von der Leyen begründeten Buchreihe Märchen der Weltliteratur veröffentlichte Kretschmer 1917 ein Buch mit griechischen Volksmärchen. Schon vorher hatte er Märchen als Beispiele benutzt, mit denen er auf den Inseln Lesbos und Korfu neugriechische Dialekte erforschte.
Kretschmer wurde mehrfach ausgezeichnet: Er erhielt den Förderpreis der Bopp-Stiftung und die Ehrendoktorwürden der Universitäten Athen und Sofia. 1902 wurde er korrespondierendes, 1909 wirkliches Mitglied der Österreichischen Akademie. Zudem war er Mitglied sieben weiterer Akademien. 1936 wurde Kretschmer in die American Academy of Arts and Sciences gewählt. Er publizierte über 250 Titel und legte seine Professur erst kurz vor seinem Tode nieder. Er wurde am Grinzinger Friedhof bestattet.

## Auszeichnungen
- 1892: Förderpreis der Bopp-Stiftung
- Ehrendoktorwürde der Universität Athen
- Ehrendoktorwürde der Universität Sofia

## Schriften
Monographien
- Beiträge zur griechischen Grammatik. Dissertation. C. Bertelsmann, Gütersloh 1889.
- Die griechischen Vaseninschriften ihrer Sprache nach untersucht. Gütersloh 1894 (Nachdruck: Olms, Hildesheim 1969; LaVergne, 2011).
- Einleitung in die Geschichte der griechischen Sprache. Vandenhoeck & Ruprecht, Göttingen 1896; 2., unveränd. Auflage: 1970; archive.org.
- Die Entstehung der Koine. C. Gerold’s Sohn, Wien 1900.
- Der heutige lesbische Dialekt verglichen mit den übrigen nordgriechischen Mundarten. Alfred Hölder, Wien 1905. (= Neugriechische Dialektstudien. 1). Nachdruck: Kraus Reprint, Nendeln, Liechtenstein 1975.
- Wortgeographie der hochdeutschen Umgangssprache. 2 Bände. Vandenhoeck & Ruprecht, Göttingen 1916/1918; OpenLibrary (1918).

Herausgeberschaft
- Neugriechische Märchen. Diederichs, Jena 1917 (Nachdruck: 1941; 1965 unter dem Titel Griechische Volksmärchen)

Artikel
- Indogermanische Accent- und Lautstudien. In: Zeitschrift für vergleichende Sprachforschung auf dem Gebiete der Indogermanischen Sprachen, 1892, 31/3, S. 325–472.
- Zur griechischen Wortkunde. In: Wiener Eranos. Zur fünfzigsten Versammlung deutscher Philologen und Schulmänner in Graz. Wien 1909, S. 118–124.
- Die erste thrakische Inschrift. In: Glotta, 1915, 6, S. 74–9.
- Der Götterbeiname Grabovius auf den Tafeln von Iguvium. In: Fetschrift Adalbert Bezzenberger, zum 14. April 1921 dargebracht. Göttingen 1921, S. 89–96.
- Beiträge zur griechischen Lautlehre aus Vaseninschriften. In: Ἀντίδωρον: Festschrift Jacob Wackernagel zur Vollendung des 70. Lebensjahres am 11. Dezember 1923 gewidmet von Schülern, Freunden und Kollegen. Göttingen 1923, S. 190–196.
- Alakšanduš, König von Viluša. In: Glotta, 1924, 13, S. 205–213.
- Die protoindogermanische Schicht. In: Glotta, 1925, 14, S. 300–19.
- Das nt-Suffix. In: Glotta, 1925, 14, S. 84–106.
- Sprache. In: Alfred Gercke, Eduard Norden (Hrsg.): Enleitung in die Altertumswissenschaft. 3. Auflage. Unter Mitw. v. Julius Beloch. I–III. Teubner, Leipzig / Berlin 1927, Band 1, S. 1–121. (1. Auflage: 1910).
- Makedon. áliza . In: Glotta, 1927, 15, S. 305–6.
- Zur Frage der griechischen Namen in den hethitischen Texten. In: Glotta, 1930, 18, S. 161–70.
- Nordische Lehnwörter im Altgriechischen. In: Glotta, 1933, 22, S. 100–22.
- Zur ältesten Sprachgeschichte Kleinasiens. In: Glotta, 1933, 21, S. 76–100.
- Die Hypachäer. In: Glotta, 1933, 21, S. 213–57.
- Sprachliche Vorgeschichte des Balkans. In: Revue internationale des études balkaniques, 1934/1935, 2/1, S. 41–48.
- Zum Balkan-Skythischen. In: Glotta, 1935, 24/1, S. 1–56.
- Nochmals die Hypachäer und Alakšanduš. In: Glotta, 1936, 24, S. 203–34.
- Die Stellung der lykischen Sprache. In: Glotta, 1939, 27, S. 256–61; 28, 1940, 101–16.
- Die vorgriechischen Sprach- und Volksschichten. In: Glotta, 1940, 28, S. 231–78; 30, 1943, S. 84–218.
- Die tyrrhenischen Inschriften der Stele von Lemnos. In: Glotta, 1942, 29, S. 89–98.
- Die ältesten Sprachschichten auf Kreta. In: Glotta, 1948, 31, S. 1–20.
- Kontamination lautähnlicher Worte. In: Die Sprache 2/3, 1951, S. 150–5.
- Die Leleger und die ostmedierrane Urbevölkerung. In: Glotta, 1953, 32, S. 161–204.
- Achäer in Kleinasien zur Hethiterzeit. In: Glotta, 1954, 33, S. 1–25.